# Ruth Hedvall
Ruth Maria Hedvall, född 8 oktober 1886 i Vasa, död 7 februari 1944 i Helsingfors, var en finländsk litteraturhistoriker och pedagog.

## Biografi
Ruth Maria Hedvall föddes den 8 oktober 1886 i Vasa. Hon var dotter till Niklas Hedvall och Seidi Kalm. Hon tog studentexamen vid Nya Svenska samskolan i Helsingfors 1904. Hedvall blev filosofie kandidat 1910, filosofie licentiat 1915 med avhandlingen Runebergs poetiska stil, och filosofie doktor 1919.
Hedvall arbetade som lektor vid Svenska flicklyceet i Helsingfors från 1923 till 1944. Hon bidrog också till flera publikationer, inklusive Nya Argus, Finsk Tidskrift, och Hufvudstadsbladet. Hedvall omkom under ett bombanfall mot Helsingfors under fortsättningskriget 1944.

## Forskning och Publikationer
Ruth Hedvall fortsatte sina Runebergsforskningar i en rad uppsatser, publicerade i Historiska och litteraturhistoriska studier, och genom arbetet Runeberg och hans diktning (1931, nu omarbetad upplaga 1941), där hon betonade sammanhanget mellan Runebergs liv och diktning och underströk disharmonierna hos poeten.
Dessutom utgav hon Finlands svenska litteratur (1917) och Friedrich Hölderlin (1921). Hon skrev också Svensk litteraturhistoria för mellanskolor (1935).